# Thung Yai
Thung Yai (em tailandês: อำเภอทุ่งใหญ่) é um distrito da província de Nakhon Si Thammarat, no sul da Tailândia. É um dos 23 distritos que compõem a província. Sua população, de acordo com dados de 2012, era de 72 605 habitantes, e sua área territorial é de 603,2 km².
O distrito foi criado em 1 de abril de 1961.